# III. Károly brit király
III. Károly (angolul: Charles III, teljes születési nevén: Károly Fülöp Artúr György, angolul: Charles Philip Arthur George; London, 1948. november 14. –) 2022 óta az Egyesült Királyság királya és további 14 nemzetközösségi monarchia, többek között Kanada, Ausztrália és Új-Zéland uralkodója, valamint az anglikán egyház és a brit királyi család, a Windsor-ház feje. 2022-es trónra lépéséig évtizedeken át trónörökösi pozíciót töltött be édesanyja, a 70 évig uralkodó II. Erzsébet mellett, mely időszakban röviden csak „Károly herceg” (angolul: „Prince Charles”), Károly walesi herceg (angolul: Charles, Prince of Wales) néven ismerték.
2024-es prosztataműtéte után februárban hozta nyilvánosságra, hogy onkológiai betegséggel küzd. Feladatai nagy részét tanácsosa látja el. A király igyekszik minőségi időt tölteni a családjával, míg megteheti.

## Élete
1948. november 14-én született. 5 és 8 éves kora között egy nevelőnő oktatta, majd – a brit trónörökösök közül elsőként – iskolába járt, elsőként a nyugat-londoni Hill House-ba, később a berkshire-i Cheam iskolába, 1962-től pedig a skóciai Gordonstoun középiskolába. 1966-ban az ausztrál Victoria állambeli Timbertop Geelon iskolában tanult egy évet, miután visszatért Gordonstounba, ahol leérettségizett. A Cambridge-i Egyetemen a Trinity College-ba járt, ahol régészetet és antropológiát, majd történelmet hallgatott. 1970-ben végezte el az alapképzést, 1975-ben a mesterképzést, ezzel ő lett az első trónörökös, aki érettségi után nem vonult be a hadseregbe, és az első, aki diplomát is szerzett. Kétszer házasodott, első felesége Lady Diana Spencer. Tizenegy évnyi házasság után elváltak. Két fiuk született, Vilmos herceg és Henrik herceg. Károly második felesége Kamilla brit királyné, akivel 2005-ben házasodott össze.
Egyik szépanyja kisrédei Rhédey Klaudia magyar grófnő.
2024 januárjában rákot diagnosztizáltak nála, azonban nem közölték, milyen típusú a betegség.

## Wales hercege
Károlyt édesanyja II. Erzsébet királynő 1958. július 26-án tette meg Wales hercegévé és Chester grófjává, bár beiktatására csak 1969. július 1-jén került sor, amikor is édesanyja Caernarfonban walesi herceggé koronázta. Károly 1970-ben foglalta el helyét a Lordok Házában és 1974 júniusában tartotta meg első beszédét. Ezt megelőzőn ilyet csak VII. Eduárd tett trónörökös korában 1884-ben. Fokozatosan egyre több közfeladatot kezdett ellátni. Károly 1976-ban megalapította a "Prince's Trust" nevű jótékonysági szervezetét majd 1981-ben az Egyesült Államokba utazott. Az 1970-es évek közepén Malcolm Fraser ausztrál miniszterelnök javaslatára érdeklődését fejezte ki Ausztrália főkormányzói tisztségéért, de a közösség lelkesedésének hiánya miatt a javaslatból semmi nem lett.

### Katonai kiképzés és karrier
Károly szolgált a Királyi Légierőnél, majd apja, nagyapja és két dédapja nyomdokaiba lépve a Királyi Haditengerészetnél. Cambridge-ben töltött második évében a Királyi Légierőtől kért és kapott kiképzést Chipmunk repülőgép vezetésből.
1971. március 8-án került a Cranwelli Királyi Légiérő Főiskolára, hogy sugárhajtású pilótaképzésben részesüljön. 1971 augusztusában kapta meg RAF (Royal Air Force) jelvényét. Egy szeptemberi elájulás után haditengerészeti karrierbe kezdett, és beiratkozott egy hathetes tanfolyamra a Dartmouth-i Royal Naval College-ba. Ezután a HMS Norfolk rombolón (1971–1972), valamint a HMS Minerva (1972-1973) és a HMS Jupiter (1974) fregatton szolgált. 1974-ben helikopterpilóta képesítést szerzett majd csatlakozott a 845. haditengerészeti légiosztaghoz. Károly 1994-ben feladta a repülést, miután lezuhant egy repülőgéppel Islay-ben és a vizsgálóbizottság a legénységet hanyagsággal vádolta meg.
1976. február 9-én Károly átvette a HMS Bronington part menti aknavadász parancsnokságát a haditengerészetnél töltött utolsó tíz hónapos aktív szolgálata idejére. 1978-ban részt vett egy ejtőernyős kiképzésen a RAF Brize Nortonnál, miután egy évvel korábban kinevezték az ejtőernyős ezred ezredtulajdonosává.

### Kapcsolatok és házasságok

#### Agglegény-élet
Fiatal korában Károlyt számos nőhöz fűzték szerelmi szálak.
Károly barátnői közé tartozott Georgiana Russel, Sir John Russel lánya, aki brit nagykövet volt Spanyolországban; Lady Jane Wellesley, Wellington 8. hercegének lánya; Davina Sheffield, Lady Sarah Spencer és Camilla Shand aki később a második felesége lett.
1974 elején Lord Mountbatten levelezni kezdett Károllyal egy lehetséges házasságról Amanda Knatchbull-lal, aki Mountbatten unokája volt. Károly levelet írt Amanda anyjának, Lady Brabourne-nak (aki Károly keresztanyja), hogy érdeklődését fejezze ki lánya irányt. Négy évvel később Mountbatten megszervezte, hogy Amanda is elkísérje Károlyt 1980-as indiai körútjára, ám mind Amanda apja, Lord Brabourne, mind Fülöp herceg ellenezte a tervet.
1977-ben egy újság tévedésből bejelentette eljegyzését Marie-Astrid luxembourgi hercegnővel.

#### Lady Diana Spencer
Károly 1977-ben találkozott először Lady Diana Spencerrel, amikor otthonában, Althorpban járt. Ekkoriban Károly Diana nővérével Sarah-val alkotott egy párt. Károly és Diana kapcsolatában 1980-ban indult meg a romantikus szál. Júliusban egy közös barátjuk grillpartiján egy szénabálán ültek egymás mellett nem sokkal Károly nagybátyja, Lord Mountbatten temetése után, akkor Diana megemlítette, hogy a férfi elhagyatottnak és magányosnak látszik. Jonathan Dimbleby, Károly hivatalos életrajzírója szerint Károly ekkortól „az érzelmek látszólagos fellángolása nélkül kezdett komolyan gondolni rá (Dianára) mint potenciális menyasszonyra.”
Károly 1981 februárjában kérte meg Diana kezét és még abban az évben július 29-én összeházasodtak a londoni Szent Pál-székesegyházban. A pár a Kensington-palotába költözött, és később két gyermekük született: Vilmos herceg (1982) és Henrik herceg (1984). Károly precedenst teremtett azzal, hogy ő volt az első királyi apa, aki jelen volt gyermekei születésénél.
Öt éven belül a házasság bajba került a pár összeférhetetlensége és a közel 13 éves korkülönbség miatt. 1986 novemberére Károly teljesen újrakezdte viszonyát Camilla Parker Bowlesszal. Egy Peter Settelen által 1992-ben felvett videókazettán Diana bevallotta, hogy 1986-ra „mélyen szerelmes volt valakibe, aki a királyi háztartásban dolgozott.” Diana később kapcsolatba lépett James Hewitt őrnaggyal, a család egykori lovasoktatójával.
1992 decemberében John Major miniszterelnök a parlamentben bejelentette a házaspár különválását. Az év elején a brit sajtó közzétette Károly és Kamilla szenvedélyes telefonbeszélgetésének átiratát 1989-ből, amelyet a sajtó Camillagate-nek nevezett el. Károly egy televíziós filmben, a Károly: Egy privát ember, nyilvános szerepe című filmben kereste a közmegértést amelyet 1994. június 29-én sugároztak. A filmben készült interjúban megerősítette saját házasságon kívüli kapcsolatát Kamillával, mondván, 1986-ban csak azután hívták életre a kapcsolatukat, hogy Dianával kötött házassága „visszavonhatatlanul megromlott”. Ezt követte Diana saját bevallása házassági gondjairól a BBC Panoráma aktuális ügyekkel foglalkozó műsorának adott interjújában, amelyet 1995. november 20-án sugároztak. Károly Kamillával való kapcsolatára utalva azt mondta: „Nos, hárman voltuk ebben a házasságban, szóval egy kicsit zsúfolt volt.” Kétségeit fejezte ki azzal kapcsolatban is, hogy férje alkalmas-e a királyságra. Károly és Diana 1996. augusztus 28-án elváltak miután a királynő hivatalosan azt tanácsolta nekik, hogy vessenek véget házasságuknak. Diana a következő év augusztus 31-én autóbalesetben életét vesztette Párizsban. Károly Diana nővéreivel Párizsba repült, hogy visszakísérje a holttestet Nagy-Britanniába.

#### Camilla Parker Bowles
Károly és Camilla Parker Bowles eljegyzését 2005. február 10-én jelentették be. A királynő beleegyezését a házasságba (amint azt az 1772. évi királyi házassági törvény előírja) a titkos tanács március 2-i ülésén rögzítették. Kanadában az Igazságügyi Minisztérium bejelentette döntését, miszerint a Kanadai Titkos Tanácsnak nem kell összeülnie ahhoz, hogy beleegyezzen a házasságba, mivel a kapcsolat nem eredményez utódokat, és nincs hatással a kanadai trónöröklésre.
Károly volt a királyi család egyetlen tagja, akinek polgári, nem pedig egyházi esküvője volt Angliában. A házasságot a Windsori kastélyban polgári ceremónia keretében, majd a Szent György-kápolnában tartották egyházi áldással. Az esküvőt az eredetileg tervezett április 8-i időpontról a követő napra halasztották, hogy Károly és néhány meghívott méltóság részt vehessen II. János Pál pápa temetésén.
Károly szülei nem vettek részt a polgári házasságkötési szertartáson, a királynő vonakodása a részvételtől valószínűleg az angol egyház legfelsőbb kormányzói pozíciójából fakadt. A királynő és Edinburgh hercege részt vett az áldásos istentiszteleten, és később fogadást tartottak az ifjú házasok számára a Windsori-kastélyban. A canterbury érsek, Rowan Williams áldását a Windsori kastély Szent György-kápolnájából a televízió is közvetítette.

### Hivatalos feladatok
2008-ban a The Daily Telegraph a „királyi család legkeményebben dolgozó tagjának” nevezte Károlyt. 2008-ban 560 hivatalos megbízást hajtott végre, 2010-ben 499-et, és 2011-ben több mint 600-at.

## Uralkodása

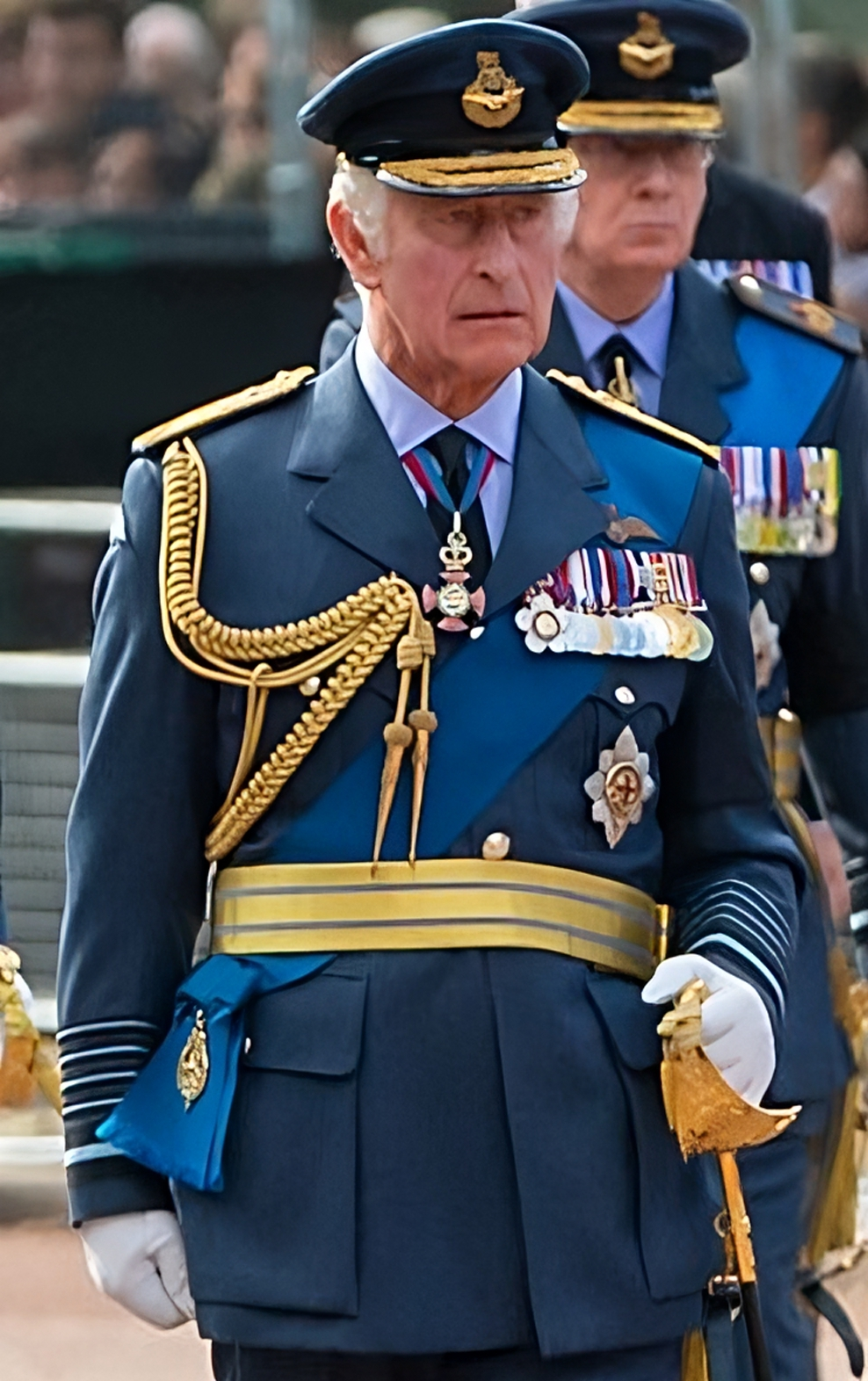
III. Károly II. Erzsébet koporsója mögött a Westminster Hall felé vonul hat nappal a királynő halála után. Az uralkodó a Royal Air Force marsalli egyenruháját viseli.

### Előzetes felmérések
A trónra lépést megelőzően a közvélemény-kutatások 42%-ra tették Károly népszerűségét a britek körében, a BMG Research 2018-as közvélemény-kutatása szerint a britek 46%-a azt akarta, hogy Károly a trónra lépést követően azonnal lemondjon a trónról. Egy 2021-es közvélemény-kutatás szerint a brit közvélemény 60%-a kedvező véleménnyel volt róla.

### Utódlás és koronázás
Károly 2022. szeptember 8-án lépett a brit trónra, édesanyja II. Erzsébet brit királynő halála után. Károly volt a leghosszabb ideig e tisztségben lévő brit trónörökös, aki 2011. április 20-án meghaladta VII. Eduárd rekordját. 73 évesen ő a legidősebben trónra lépő brit uralkodó megelőzve a korábbi rekorder IV. Vilmost aki 64 évesen lett király 1830-ban.
Károly koronázására évek óta készülnek tervek, Operation Golden Orb kódnéven. Az utódlás előtti jelentések azt sugallták, hogy Károly koronázása egyszerűbb és kisebb léptékű lesz, mint édesanyjáé 1953-ban volt, a ceremónia pedig várhatóan „rövidebb, kisebb, és olcsóbb lesz valamint jobban reprezentálja a különböző vallásokat és közösségi csoportokat – a király azon óhajának megfelelően, hogy tükrözze a modern Britannia etnikai sokszínűségét.” Mindazonáltal a koronázás az anglikán egyház ceremóniája lesz, és koronázási eskü, felkenés, országalma átadását és trónra lépést fog követni.
2022. szeptember 9-én tartotta első beszédét a nemzethez, amelyben meggyászolta néhai édesanyját, és idősebb fiát, Vilmost walesi herceggé nyilvánította.
2022. szeptember 10-én az Utódlási Tanács, Károlyt nyilvánosan az Egyesült Királyság királyává nyilvánította. A ceremóniát először közvetítették a televízióban. A jelenlévők között volt Kamilla királyné, Vilmos herceg, Liz Truss miniszterelnök, valamint elődei John Major, Tony Blair, Gordon Brown, David Cameron, Theresa May és Boris Johnson. Károlyt minden más országában is királlyá kiáltotta ki az illetékes titkos vagy végrehajtó tanács.
III. Károlyt 2023. május 6-án koronázták meg hivatalosan a Westminster apátságban.

### Tisztségei
Károly első tiszteletbeli kinevezését 1969-ben kapta, amikor a Királyi Walesi Ezred tiszteletbeli ezredese lett. Ezt követően a Nemzetközösség fegyveres erőinek legalább 36 alakulata választotta védnökének, és adományozott neki tiszteletbeli kinevezést.

### Uralkodása
2022. szeptember 8-án az édesanyja, II. Erzsébet brit királynő halálát követően automatikusan ő lett az új uralkodó. Szeptember 10-én nyilvánították hivatalosan is királynak, a ceremóniát az uralkodóház történelmében először közvetítette a televízió.
Első külföldi útja Berlinbe vezetett, majd Erdélybe látogatott.

## Házastársai és utódai
- Első feleségének, Diana Spencernek (1961–1997), akivel 1981-ben házasodtak össze és 1996-ban váltak el, tőle két fia született:

| Név                   | Születés                       | Házastárs         | Házastárs           | Gyermekeik                    | Unokáik |
| --------------------- | ------------------------------ | ----------------- | ------------------- | ----------------------------- | ------- |
| Vilmos, wales hercege | 1982. június 21. (43 éves)     | 2011. április 29. | Catherine Middleton | György brit királyi herceg    |         |
| Vilmos, wales hercege | 1982. június 21. (43 éves)     | 2011. április 29. | Catherine Middleton | Sarolta brit királyi hercegnő |         |
| Vilmos, wales hercege | 1982. június 21. (43 éves)     | 2011. április 29. | Catherine Middleton | Lajos brit királyi herceg     |         |
| Henrik sussexi herceg | 1984. szeptember 15. (40 éves) | 2018. május 19.   | Meghan Markle       | Archie brit királyi herceg    |         |
| Henrik sussexi herceg | 1984. szeptember 15. (40 éves) | 2018. május 19.   | Meghan Markle       | Lilibet brit királyi hercegnő |         |

- Második felesége Camilla Shand (1947–), akit 2005-ben vett feleségül. Tőle nem születtek gyermekei.

## Címei, megszólítása és kitüntetései

### Címei

#### Egyesült Királyság
Őfelsége, III. Károly, Isten kegyelméből Nagy-Britannia és Észak-Írország Egyesült Királysága és más királyságai és területei királya, a Nemzetközösség feje, a hit védelmezője. (His Majesty Charles the Third, by the Grace of God, of the United Kingdom of Great Britain and Northern Ireland and of His other Realms and Territories, King, Head of the Commonwealth, Defender of the Faith. Latin: Carolus III, Dei Gratia Britanniarum Regnorumque Suorum Ceterorum Rex, Consortionis Populorum Princeps, Fidei Defensor.)

#### Ausztrália
Őfelsége III. Károly, Isten kegyelméből Ausztrália és más királyságai és területei királya, a Nemzetközösség feje.
(His Majesty Charles the Third, by the Grace of God, King of Australia and His other Realms and Territories, Head of the Commonwealth.)

#### Kanada
Őfelsége III. Károly, Isten kegyelméből az Egyesült Királyság, Kanada és más királyságai és területei királya, a Nemzetközösség feje, a hit védelmezője.
(His Majesty Charles the Third, by the Grace of God of the United Kingdom, Canada and His other Realms and Territories King, Head of the Commonwealth, Defender of the Faith.
Franciáulː Sa Majesté Charles Trois, par la grâce de Dieu, Roi du Royaume-Uni, du Canada et de ses autres royaumes et territoires, Chef du Commonwealth, Défenseur de la Foi.)

#### Új-Zéland
III. Károly, Isten kegyelméből Új-Zéland és más királyságai és területei királya, a Nemzetközösség feje, a hit védelmezője.
(His Majesty Charles the Third, by the Grace of God, King of New Zealand and His Other Realms and Territories, Head of the Commonwealth, Defender of the Faith.)

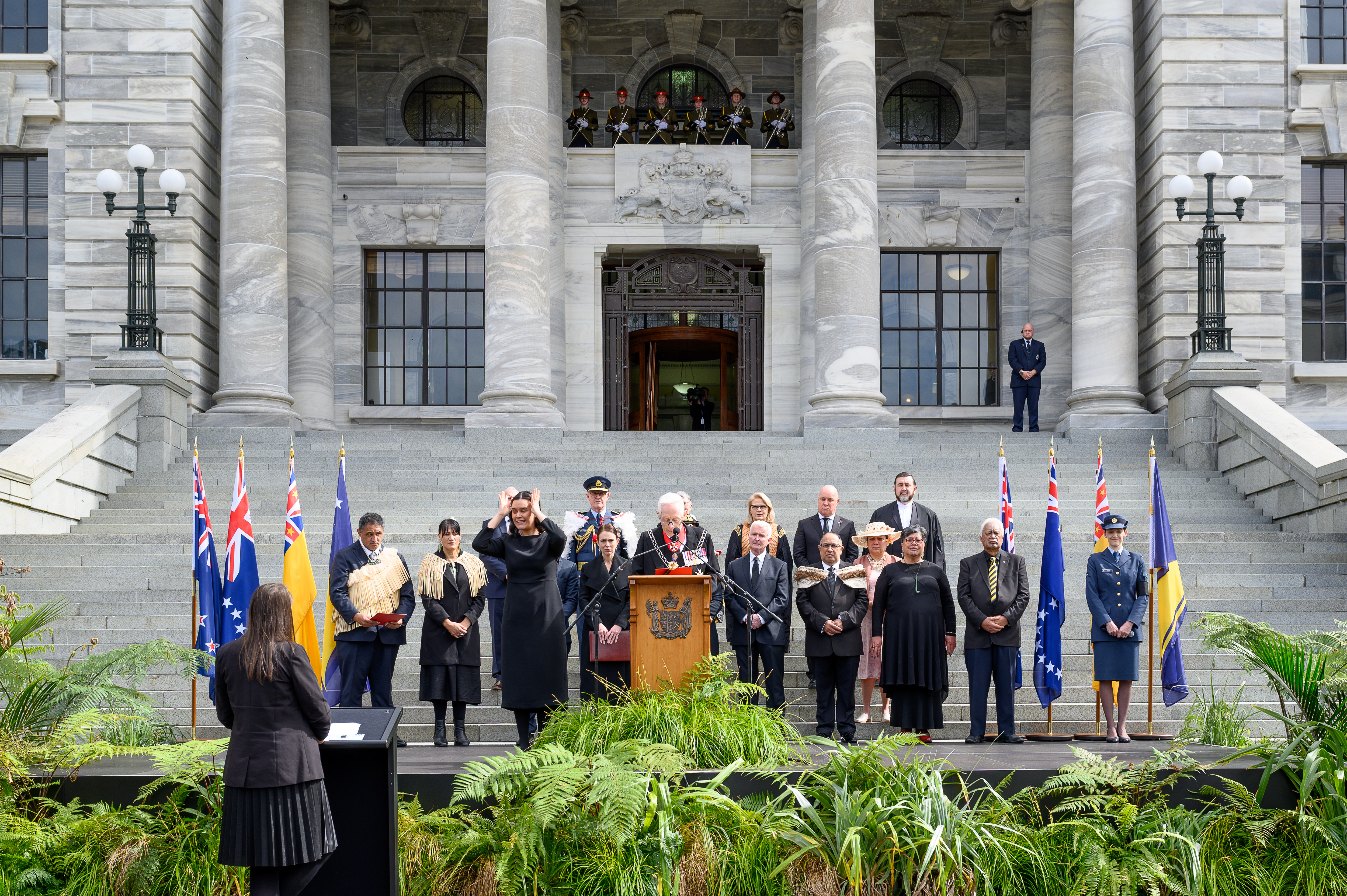
A III. Károlyt Új-Zéland királyává nyilvánító proklamáció felolvasása a wellingtoni parlament előtt

#### Uralkodása előtt
Károly király élete során számos címet viselt, kezdetben még csupán az Egyesült Királyság uralkodójának unokájaként. Mivel anyja, a leendő II. Erzsébet után nem örökölhetett címeket, csak az apja, Fülöp herceg után, ezért a nagyapja, VI. György még Károly születése előtt, 1948. október 22-én uralkodói pátensben szabályozta, hogy lányának a születendő gyermekei viselhetik a királyi herceg/hercegnő címet. 1952-től mint az uralkodó fia, újabb címeket kapott. Trónörökös korában, mivel a trónöröklési rangsorban az első helyen állt, megillette a Wales hercege és Chester grófja cím, amelyek a leggyakrabban említett címei voltak. Emellett az uralkodó legidősebb gyermekeként hagyományos, a mindenkori trónörököst megillető rangokat is kapott, úgymint: Cornwall és Rothesay hercege, Carrick grófja, Renfrew bárója, a Skót-szigetek ura, Skócia hercege és főudvarmestere (Great Steward).

### Megszólítása
- 1948. november 14. – 1952. február 6.: Ő királyi fensége Károly edinburgh-i herceg
- 1952. február 6. – 2022. szeptember 8.: Ő királyi fensége, Cornwall hercege
  - Skóciában: Ő királyi fensége, Rothesay hercege
- 1958. július 26. – 2022. szeptember 8.: Ő királyi fensége, a walesi herceg
- 2022. szeptember 8. – Őfelsége, a király

### Kitüntetései
III. Károly király számos külföldi kitüntetést, kinevezést, érdemrendet és érdemérmet kapott. Nyolc lovagrend tagja és kilenc tiszteletbeli doktori címet kapott az Egyesült Királyság és Új-Zéland egyetemeiről.

### III. Károly királyi zászlói és uralkodói névjeleiː

III. Károly királyi zászlója (Royal Standard of the United Kingdom) az Egyesült Királyságban, Skócián kívül
III. Károly királyi zászlója Skóciában.
III. Károly királyi zászlója Kanadában.
III. Károly uralkodói névjele, monogramja (Royal Cypher) a Tudor koronával, Skócia kivételével minden országában ezt a változatot használják, ahol uralkodik
III. Károly uralkodói névjele, monogramja Skóciában, a skót királyi koronával. Skócián kívül mindenhol a Tudor koronás változatot használják
III. Károly 2023-ban megtervezett kanadai királyi koronája, mely fizikailag nem létezik, csupán fiktív címerkorona. Ez fogja fokozatosan felváltani a II. Erzsébet uralkodása alatt használt Szent Eduárd koronát Kanada, annak tartományai, a fegyveres erők és egyéb intézmények címereiben és jelvényeiben.

## Címere

### Címere királykéntː

Az Egyesült Királyság 2022-ben módosított királyi címere a Tudor koronával.
Az Egyesült Királyság Skóciában használt királyi címere.
Kanada királyi címere.
Új-Zéland címere, még a Szent Eduárd koronával.

### Címere walesi hercegkéntː

Károly, mint walesi herceg címere.
Károly herceg címerpajzsa
A cornwalli hercegség címere
A trónörökös koronája
A walesi herceg vörös sárkányos kitűzője
A walesi herceg tollas kitűzője